# GOLDEN☆BEST 山口百恵 コンプリート・シングルコレクション
『GOLDEN☆BEST 山口百恵 コンプリート・シングルコレクション』（ゴールデン・ベスト やまぐちももえ コンプリート・シングルコレクション）は、山口百恵のベスト・アルバム。2009年8月19日発売。発売元はソニー・ミュージックダイレクト。規格品番はMHCL-20053/4（Blu-Spec盤・完全生産限定版）、MHCL-1569/70（通常版）。

## 解説
各レコード会社から発売されている“ゴールデン☆ベスト”シリーズの中の1タイトル。
2002年、ソニー・ミュージック系列からの同シリーズ第1弾の1作として『GOLDEN☆BEST 山口百恵 PLAYBACK MOMOE part2』が発売されたが、本作品は収録曲目を改定した別編集である。CD円盤は、特殊なCDプレーヤーを購入することなく高音質再生が可能、と喧伝されているブルースペックCD（Blu-spec CD）フォーマットであり、同じくソニー・ミュージック系列から発売されるゴールデン☆ベストのブルースペックCD第1弾に含まれる。
歌手デビュー・シングル「としごろ」から現役時代のラスト・シングル「一恵」まで全シングルレコードA面曲に加え、一部のB面曲、芸能活動引退後に発表された「あなたへの子守唄」「惜春通り（リアレンジ・バージョン）」「美・サイレント（リアレンジ・バージョン）」を収録している。
2002年版ベストでは自粛のため唯一未収録とされた「謝肉祭」が、同シリーズ初収録となった。
2011年1月25日には、本作のオリジナル・カラオケのCD『GOLDEN☆BEST orikara 山口百恵 コンプリート・シングルコレクション』が発売された。収録内容は本作と同一で、百恵のリード・ヴォーカルやバック・コーラスは収録されていない。
ディスクジャケット写真は、CD-BOX『Complete MOMOE PREMIUM』特設サイトのトップページで使用されていたもの。

## 収録曲

### Disc 1
1. 人にめざめる14才 としごろ
  - 作詞: 千家和也、作曲・編曲: 都倉俊一
  - 松竹映画『としごろ』主題歌
2. 青い果実
  - 作詞: 千家和也、作曲: 都倉俊一、編曲: 馬飼野康二
3. 禁じられた遊び
  - 作詞: 千家和也、作曲: 都倉俊一、編曲: 馬飼野康二
4. 春風のいたずら
  - 作詞: 千家和也、作曲: 都倉俊一、編曲: 馬飼野俊一
5. ひと夏の経験
  - 作詞: 千家和也、作曲: 都倉俊一、編曲: 馬飼野康二
  - 第25回NHK紅白歌合戦 歌唱曲
6. ちっぽけな感傷
  - 作詞: 千家和也（原案: 川緑浩幸）、作曲・編曲: 馬飼野康二
  - 雑誌『明星』募集歌
7. 冬の色
  - 作詞: 千家和也、作曲: 都倉俊一、編曲: 馬飼野康二
  - 山口百恵初のオリコンチャート第1位獲得シングル
8. 湖の決心
  - 作詞: 千家和也、作曲: 都倉俊一、編曲: 森岡賢一郎
9. 夏ひらく青春
  - 作詞: 千家和也、作曲: 都倉俊一、編曲: 穂口雄右
  - 第26回NHK紅白歌合戦 歌唱曲
10. ささやかな欲望
  - 作詞: 千家和也、作曲: 都倉俊一、編曲: 馬飼野康二
11. ありがとう あなた
  - 作詞: 千家和也、作曲: 都倉俊一、編曲: 馬飼野康二
  - TBS系列大映ドラマ『赤い疑惑』テーマ曲
12. 白い約束
  - 作詞: 千家和也、作曲: 三木たかし、編曲: 萩田光雄
13. 愛に走って
  - 作詞: 千家和也、作曲: 三木たかし、編曲: 萩田光雄
14. 赤い運命
  - 作詞: 千家和也、作曲: 三木たかし、編曲: 高田弘
  - TBS系列大映ドラマ『赤い運命』テーマ曲
15. 横須賀ストーリー
  - 作詞: 阿木燿子、作曲: 宇崎竜童、編曲: 萩田光雄
  - 第27回NHK紅白歌合戦 歌唱曲
16. パールカラーにゆれて
  - 作詞: 千家和也、作曲: 佐瀬寿一、編曲: 船山基紀
17. 赤い衝撃
  - 作詞: 千家和也、作曲: 佐瀬寿一、編曲: 馬飼野康二
  - TBS系列大映ドラマ『赤い衝撃』テーマ曲
18. 初恋草紙
  - 作詞: 阿木燿子、作曲: 宇崎竜童、編曲: 萩田光雄
19. 夢先案内人
  - 作詞: 阿木燿子、作曲: 宇崎竜童、編曲: 萩田光雄
20. イミテイション・ゴールド
  - 作詞: 阿木燿子、作曲: 宇崎竜童、編曲: 萩田光雄
  - 第28回NHK紅白歌合戦 歌唱曲

### Disc 2
1. 秋桜
  - 作詞・作曲: さだまさし、編曲: 萩田光雄
2. 赤い絆（レッド・センセーション）
  - 作詞: 松本隆、作曲: 平尾昌晃、編曲: 川口真
  - TBS系列大映ドラマ『赤い絆』テーマ曲
3. 乙女座 宮
  - 作詞: 阿木燿子、作曲: 宇崎竜童、編曲: 萩田光雄
4. プレイバックPart2
  - 作詞: 阿木燿子、作曲: 宇崎竜童、編曲: 萩田光雄
  - 第29回NHK紅白歌合戦 歌唱曲
5. 絶体絶命
  - 作詞: 阿木燿子、作曲: 宇崎竜童、編曲: 萩田光雄
6. いい日旅立ち
  - 作詞・作曲: 谷村新司、編曲: 川口真
  - 国鉄 キャンペーン・ソング
7. 美・サイレント（リアレンジ・バージョン）
  - 作詞: 阿木燿子、作曲: 宇崎竜童、編曲: 萩田光雄
8. 曼珠沙華
  - 作詞: 阿木燿子、作曲: 宇崎竜童、編曲: 萩田光雄
9. 愛の嵐
  - 作詞: 阿木燿子、作曲: 宇崎竜童、編曲: 萩田光雄
  - トヨタ自動車「ターセル」「コルサ」コマーシャルソング
10. しなやかに歌って -80年代に向って-
  - 作詞: 阿木燿子、作曲: 宇崎竜童、編曲: 川口真
  - 第30回NHK紅白歌合戦 歌唱曲
11. 愛染橋
  - 作詞: 松本隆、作曲: 堀内孝雄、編曲: 萩田光雄
12. 謝肉祭
  - 作詞: 阿木燿子、作曲: 宇崎竜童、編曲: 大村雅朗
  - シングルA面曲のなかでは、唯一のゴールデン☆ベスト初収録曲
13. ロックンロール・ウィドウ
  - 作詞: 阿木燿子、作曲: 宇崎竜童、編曲: 萩田光雄
14. さよならの向う側
  - 作詞: 阿木燿子、作曲: 宇崎竜童、編曲: 萩田光雄
15. 一恵
  - 作詞: 横須賀恵、作曲: 谷村新司、編曲: 萩田光雄
16. あなたへの子守唄
  - 作詞: 阿木燿子、作曲: 宇崎竜童、編曲: 萩田光雄
17. 美・サイレント
  - 作詞: 阿木燿子、作曲: 宇崎竜童、編曲: 萩田光雄
  - リアレンジ・アルバム『百恵回帰』より[4]
18. 惜春通り（シングル・バージョン）
  - 作詞: 石丸博、作曲: 川口真、編曲: 萩田光雄

## 関連作品
- GOLDEN☆BEST 山口百恵 PLAYBACK MOMOE part2